# اورچونیوار
اورتسونیوار یا اورچونیوار (اُرچؕنوار) گویشی از زبان کالاش است که در دره اورتسون در ناحیهٔ چیترال، ایالت خیبر پختونخوا، پاکستان صحبت می‌شود. تعداد کل سخنوران این گویش حدود ۲۹۰۰ تا ۵۷۰۰ نفر تخمین زده می‌شود.

## شباهت
در میان پژوهشگران بر سر این که که آیا اورچونیوار یک زبان مستقل است یا یک گویش از زبان کالاش اختلاف نظر وجود دارد. اورچونیوار و کالاش تا ۷۰ درصد قابل درک متقابل هستند. اورچونیوار شباهت‌هایی نیز با زبان اشوجی دارد.

## تاریخ
کافرهای اورتسون یکی از آخرین پاگان‌های افغانستان - پاکستان بودند که در سال‌های قرن ۱۹۰۰ به اسلام گرویدند. آنها نام زبان خود را از کلاشا مون به اورچونیوار تغییر دادند و بعداً از زبان کهواری هم تا حدود زیادی وام گرفتند و هویت خود را تغییر دادند. بعدها، اورچونیوار شروع به انحراف به سمتی دیگر کرد و به یک گویش متمایز از زبان کالاش تبدیل شد.